# Justizwesen in Schaumburg-Lippe
Das Justizwesen in Schaumburg-Lippe war geprägt durch eine nur langsame Modernisierung.

## Die Justiz von Schaumburg-Lippe im alten Reich

### Niedere Gerichtsbarkeit
Mit der Teilung der Grafschaft Schaumburg-Lippe 1647 entstand die Grafschaft (ab 1807: Fürstentum) Schaumburg-Lippe in der späteren Form. Die Niedere Gerichtsbarkeit wurde von den Ämtern und Städten wahrgenommen.
Es bestanden vier Ämter:
- Amt Bückeburg
- Amt Arensburg (die Amtsgeschäfte erfolgten in Bückeburg)
- Amt Stadthagen
- Amt Hagenburg

Das Amt wurde zunächst durch einen Drosten geführt. Seit 1558 werden zunehmend Amtmänner als Verwaltungschefs genannt. Diese waren sowohl Verwaltungsbeamte als auch Richter. Als Vertreter fungierte ein Amtsassessor. Der Rechtsprechung der Ämter waren nur einfache Leute (Nichteximierte) unterworfen. Es bestanden einige wenige Rittergüter mit eigener Gerichtsbarkeit.
Grundlage der Rechtsprechung war die Polizeiordnung von 1615, Gemeines Recht und nur dort, wo es sich um Gewohnheitsrecht handelte sächsisches Recht. In Kriminalsachen waren die Ämter nur bei bestimmten Taten und bei Strafen bis zu drei Tagen zuständig.
Daneben bestanden als Gerichte erster Instanz die Magistratsgerichte der Städte Bückeburg und Stadthagen sowie der Flecken Hagenburg und Steinhude. Der Bürgermeister hatte dort die Funktion des Amtmanns, der Stadtsyndikus die des Assessors. Auch die Kompetenzen der Städte waren denen der Ämter vergleichbar. Stadthagen verfügte jedoch über die volle Kriminalitätsgerichtsbarkeit.

### Obere Gerichtsbarkeit
Als Obergericht diente die Fürstliche Justizkanzlei. Rechtliche Grundlage der Arbeit war die Kanzleiordnung von 1619. Sie war sowohl höchste Verwaltungs- als auch Rechtsprechungsinstanz.
Anfang des 18. Jahrhunderts begann der Trennungsprozess von Verwaltung und Justiz auf oberer Ebene. Das Justizreglement vom 21. Dezember 1728 und die Instanzenordnung vom 30. Januar 1731 regelten die Arbeitsweise der Gerichte, die Verwaltungsaufgaben übernahm zunehmend die Hofkammer. 1765 wurde die Regierungs-Conferenz" (ab 1777: Regierung) aus den Räten der Kanzlei und der Hofkammer gebildet. Die Justizkanzlei war nun ausschließlich für Rechtsprechung zuständig.
Die Justizkanzlei war Appellationsinstanz. Appellation war nach der Hofgerichtsordnung von 1640 nur bei einem Streitwert von 50 Talern möglich gewesen. 1731 wurde diese Grenze abgeschafft und Appellationen damit deutlich erleichtert.
Weiterhin war die Justizkanzlei Gericht erster Instanz für die Exemten: Zu dieser privilegierten Gruppe gehörten die Mitarbeiter und Bedienstete der Kollegien, Gutsbesitzer und Adlige. Auch die Juden waren gemäß Edikt vom 6. August 1684 Privilegierte.
Die Justizkanzlei war Kriminalitätsgerichtshof erster Instanz. Im Justizreglement vom 21. Dezember 1728 wurde durch Graf Albrecht Wolfgang die Unabhängigkeit der Justiz in Strafsachen verkündet.
Die Justizkanzlei bestand aus drei Justizräten. Die Kammer entschied kollegial mit der Mehrheit der Mitglieder.

### Appellation an den Kaiser
Da die Grafen nicht über das Privilegium de non appellando verfügten, war in bestimmten Fällen eine Appellation an das Reichskammergericht und den Reichshofrat möglich.

### Sondergerichte
Für bestimmte Personengruppen oder Sachverhalte bestanden Sondergerichte. Das Fürstliche Konsistorium diente als Gericht der ersten Instanz für den Klerus, die Angehörigen der Geistlichkeit und die Lehrer. Eine Revision an die Justizkanzlei bzw. später den Justizsenat war möglich. Für aktive und pensionierte Soldaten und ihre Angehörigen diente die Justizkanzlei als Militärgericht. Daneben kamen gesondert gebildete Militärgerichte zum Einsatz.
1768 wurde die Polizeikommission errichtet. Ihre Aufgaben waren unter anderem die Gewerbeaufsicht und die öffentliche Ordnung und Ruhe. Im Rahmen der Polizeistrafgerichtsbarkeit konnten Strafen bis 14 Tage verhängt werden.

## Nach dem Ende des HRR

### Justizsenat der Fürstliche Regierung
Mit dem Ende des HRR 1806 entfiel die Möglichkeit, an den Kaiser zu appellieren. Der Justizsenat der Fürstliche Regierung war daher seit dem Ende des HRR das höchste Gericht des Landes. Er bestand aus 3 bis 5 Regierungsräten und diente als zweite Instanz für Revisionen gegen die Justizkanzlei (Streitwert 10 Reichstaler) und als dritte Instanz (Supplicationsinstanz) bei einem Streitwert von 50 Talern und für alle Kriminalfälle.
Überwiegend wurde jedoch Aktenversendung praktiziert.
Der Justizsenat der Fürstliche Regierung war auch Oberste Verwaltungsbehörde in Justizangelegenheiten und damit für die Ausstattung der Ämter und die Personalangelegenheiten zuständig.

### Oberappellationsgericht
Artikel 12 der Bundesakte von 1815 verpflichtete die Bundesstaaten, Oberappellationsgerichte als dritte und letzte Instanz in Zivil- und Strafsachen einzurichten. Für jeden Bundesstaat sollte es wenigstens ein solches Gericht geben, und Bundesstaaten mit weniger als 300.000 Einwohnern sollten mit ihnen verwandten Häusern oder anderen Bundesstaaten gemeinsam ein derartiges Gericht bilden.
In Schaumburg-Lippe wurden drei Varianten diskutiert: Die Bildung eines gemeinsamen Gerichtes mit Anhalt, Reuß und Schwarzburg oder gemeinsam mit Lippe und Waldeck-Pyrmont oder mit Braunschweig. Man entschied sich für ein gemeinsames Oberappellationsgericht Wolfenbüttel des Herzogtums Braunschweig und der Fürstentümer Waldeck-Pyrmont, Lippe-Detmold und Schaumburg-Lippe. Das Oberappellationsgericht wurde am 2. Januar 1817 eröffnet.
Das Gericht war mit einem Präsidenten, 5 Oberappellationsgerichtsräten und 2 Oberappellationsgerichtssekretären besetzt. Davon stellten Waldeck-Pyrmont und Schaumburg-Lippe jeweils abwechselnd einen Oberappellationsgerichtsrat, Lippe einen weiteren und das restliche Personal wurde von Braunschweig benannt. Erster Präsident wurde der Waldecksche Hofgerichtsrat Wilhelm Waldeck zu Corbach.

## Im Deutschen Bund bis zur Märzrevolution
Weder in der Gerichtsorganisation noch in der Justizpolitik wurden bis 1848 wesentliche Änderungen vorgenommen.
Die Strafprozessverordnung vom 11. September 1828 führte zu zaghafter Modernisierung. Neben der Abschaffung der Folter blieben aber große Fortschritte aus.
Am 22. Dezember 1837 trat Schaumburg-Lippe dem hannoverschen Steuerverband bei (Hannover, Braunschweig, Oldenburg). In der Folge kam es zur Einrichtung von Steuergerichten bei den Ämtern Bückeburg, Stadthagen und Hagenburg.
1845 bis 1847 wurden die Privilegien für Küster, Lehrer und Juden und den Personen des „persönlich befreiter Gerichtsstand“ aufgehoben.
Weder die Gedanken der französischen Revolution noch die liberalen Vorstellungen des Vormärz hatten das Justizwesen in Schaumburg-Lippe bisher merklich beeinflusst.

## Märzrevolution
Auch in Schaumburg-Lippe wurde die Regierung im März 1848 im Rahmen der Märzrevolution zu weitgehenden liberalen Zugeständnissen gezwungen. Im Bezug auf die Rechtsprechung lauteten die Forderungen: Gewaltenteilung, Berufsrichtertum und die Einführung von Schwurgerichten. Im Hinblick auf die Unmöglichkeit für ein kleines Land, das Justizwesen alleine zu reformieren, versprach die Regierung eine liberale Justizreform für das Jahr 1849.
Der liberale Regierungsrat Capaun-Karlowa beauftragte Justizrat Lagerfeldt mit der Ausarbeitung eines Gesetzesentwurfs, der am 29. September 1849 vorgelegt wurde. Er schlug 3 Distriktgerichte, ein Landgericht und ein Obergericht für Schaumburg-Lippe und Lippe vor. Alle Extemptionen sollten aufgehoben werden, Verwaltung und Justiz getrennt werden und Schwurgerichte und eine Staatsanwaltschaft eingeführt werden. Auch wenn der Entwurf im Landtag breite Zustimmung erfuhr, wurde er nie umgesetzt. Mit Beginn der Reaktionsära wurden die liberalen Errungenschaften von 1848 nahezu vollständig wieder aufgehoben.

## In der Reaktionsära
Ein einziges Justizgesetz, das Gesetz über die richterliche Kontrolle von Regierungsmitgliedern vom 2. Januar 1849, blieb erhalten. Mit dem Militärstrafgesetz vom 30. Juni 1855 wurden die Kompetenzen der Militärgerichte beschnitten. Weniger Straftaten fielen nun in ihr Gebiet und die Militärangehörigen fielen nicht mehr unter dessen Jurisdiktion.
Die größte Veränderung in der Reaktionsära wurde im Ausland angestoßen. Mit dem Braunschweiger Gerichtsverfassungsgesetz regelte Braunschweig, dass nicht mehr das Oberappellationsgericht Wolfenbüttel für Braunschweig zuständig sein sollte und setzte das herzogliche Obergericht als höchste Instanz ein. 1855 schied auch noch Waldeck aus dem Oberappellationsgericht Wolfenbüttel aus. Im Oktober 1855 wurde das Oberappellationsgericht Wolfenbüttel daher aufgehoben und der erste Senat des herzoglichen Obergerichtes wurde für Schaumburg-Lippe zuständig. Capaun-Karlowa, bisher Oberappellationsgerichtsrat wurde Richter am herzoglichen Obergericht.

## Norddeutscher Bund
Mit dem Beitritt zum Norddeutschen Bund verlor Schaumburg-Lippe die Kompetenz für eine Justizpolitik. 1871 wurde das Strafgesetzbuch für den Norddeutschen Bund eingeführt (ab 1. Januar 1872 Reichsstrafgesetzbuch des Deutschen Kaiserreichs). Das Einführungsgesetz zum norddeutschen Strafgesetzbuch veränderte die Gerichtsorganisation jedoch zunächst kaum.
Ende 1871 wurde jedoch damit begonnen, die Trennung von Verwaltung und Justiz auch auf der unteren Ebene vorzunehmen. Die Ämter wurden mit der Rechtsprechung beauftragt. Am 22. Dezember 1871 wurde die Rechtsprechungskompetenz von Bückeburg, am 1. Januar 1874 auch die von Stadthagen auf die Ämter übertragen. Damit bestanden drei Gerichte erster Instanz, die drei Ämter Amt Bückeburg, Amt Stadthagen und Amt Hagenburg.

## Deutsches Gerichtsverfassungsgesetz
Nach dem Inkrafttreten des Gerichtsverfassungsgesetzes am 1. Oktober 1879 wurde auch die Justiz im Fürstentum Schaumburg-Lippe neu organisiert. Es wurden die Amtsgerichte Stadthagen und Bückeburg als erste Instanz und das Landgericht Bückeburg als zweite Instanz eingerichtet. Zunächst war das Oberlandesgericht Oldenburg, ab 1909 das preußische Oberlandesgericht Celle kraft Staatsvertrags auch für Schaumburg-Lippe zuständig. Die anderen Gerichte wurden aufgehoben. Neu war auch die Einführung des Schwurgerichtsprozesses und der Staatsanwaltschaft.
Diese Gerichtsorganisation blieb auch im Freistaat Schaumburg-Lippe erhalten.

## Arbeitsgerichtsbarkeit
Gemäß Arbeitsgerichtsgesetz vom 23. Dezember 1926 wurden in Deutschland Arbeitsgerichte gebildet. Diese waren nur in der ersten Instanz organisatorisch selbstständige Gerichte, die Landesarbeitsgerichte waren den Landgerichten zugeordnet. Am preußischen Landgericht Hannover entstand so 1927 das Landesarbeitsgericht Hannover als eines von drei Landesarbeitsgerichten im Bezirk des Oberlandesgerichtes Celle. Schaumburg-Lippe bildete kein eigenes Landesarbeitsgericht, sondern vereinbarte mit Preußen, dass das Landesarbeitsgericht Hannover Revisionsinstanz für das neu gebildete Arbeitsgericht Stadthagen sein solle.